# Fábio Felício
Fábio Alexandre Duarte Felício (Faro, 2 de maig de 1982) és un exfutbolista portuguès, que ocupava la posició de migcampista.

## Trajectòria
Comença la seua carrera professional al club de la seua ciutat, el SC Farense, amb qui debuta a la màxima categoria lusa. Continua al S.C. Olhanense del veí Algarve. Després d'una temporada a l'Académica de Coimbra, recala a la União de Leiria, tot convertint-se en una de les peces importants de l'equip, classificant-se en dues ocasions per a la Intertoto. Crida l'atenció de la Reial Societat, de la primera divisió espanyola, on només hi roman uns mesos.
El 2007 marxa a la competició russa per militar al FC Rubin Kazan. Comença de titular, però prompte perd la plaça, sent cedit al CS Marítimo i l'Asteras. Al desembre del 2009 fitxa pel Vitória de Guimarães.